# Lycaena luana
Lycaena luana är en fjärilsart som beskrevs av Evans 1915. Lycaena luana ingår i släktet Lycaena och familjen juvelvingar. Inga underarter finns listade i Catalogue of Life.